# Reginaldo Giuliani
Reginaldo Giuliani (Torino, 28 agosto 1887 – Passo Uarieu, 21 gennaio 1936) è stato un religioso, predicatore e militare italiano, convintamente schierato con il fascismo e rimasto ucciso con diverse camicie nere durante la guerra d'Etiopia.

## Biografia
Nato Andrea Giuliani, ha una formazione confessionale: frequenta le scuole elementari presso l’istituto Federico Sclopis gestito dai Fratelli delle Scuole Cristiane, quindi il ginnasio presso i Salesiani di Valdocco. Il 25 settembre 1904 nel noviziato domenicano di Chieri con il nome di fra Reginaldo. Si licenzia in teologia e il 27 dicembre 1911 è ordinato prete dal cardinal Agostino Richelmy, arcivescovo di Torino. Nel 1915 è assegnato al convento domenicano di Trino Vercellese, dove per due anni è un attivo predicatore antisocialista, nazionalista e interventista.
Durante la prima guerra mondiale è nominato tenente cappellano nel 1916 e assegnato al 55º Reggimento fanteria "Marche", con cui prende parte alle battaglie dell'Isonzo presso Hudi Log, ricevendo la prima medaglia di bronzo al valor militare. Nel 1917 è trasferito a cappellano dei reparti d'assalto (Arditi) della III armata, con i quali riceve una seconda medaglia di bronzo e una medaglia d'argento.
Al termine della guerra prende parte all'occupazione di Fiume insieme agli squadristi cattolici delle Fiamme Bianche, partecipando anche alla benedizione del pugnale donato dalle donne fiumane al comandante nella chiesa di San Vito. Nonostante la stima di Gabriele D'Annunzio, che lo vorrebbe con sé, Giuliani è richiamato dai superiori domenicani prima a Trino Vercellese e poi al convento di San Domenico a Torino, dove continua la predicazione, partecipando attivamente a numerose cerimonie nazional-patriottiche (inaugurazioni di monumenti ai caduti, rievocazioni della Vittoria).
Nel 1919 scrive un libro sulla sua esperienza nella prima guerra mondiale dal titolo Gli Arditi: Breve storia dei reparti d'assalto della terza armata, edito a Milano dai Fratelli Treves. Scrive inoltre il libro Le vittorie di Dio.
Giuliani vede con favore l'ascesa del fascismo come restauratore dell’ordine e geloso custode della memoria della Grande Guerra. Iscrittosi ai Fasci italiani di combattimento, divenne cappellano delle Camicie Nere. Dal 1924 è cappellano della Regia Accademia di Artiglieria e del Genio di Torino. Nel 1927 è predicatore generale e insegna Cultura cattolica alla Regia Università degli Studi di Torino.
Dal 1928 al 1930 è a predicare in Nord e Sud America. Rientrato in Italia, scrive opuscoli come "La vita di S. Tommaso d’Aquino", "Piemonte domenicano", "I misteri del Rosario". Famosa è la sua predicazione del marzo 1934 ad Asti per l’intronizzazione nel Santuario di San Giuseppe del Crocifisso miracoloso. A seguito della conciliazione tra Santa Sede e Italia fascista nel 1929, l'appoggio di Giuliani al regime diviene entusiastico.
A 48 anni si arruola volontario nella guerra d'Etiopia, partendo nell’aprile 1935 quale centurione cappellano del Primo Gruppo Battaglioni Camicie Nere d’Eritrea sotto il comando del generale Filippo Diamanti. Le sue corrispondenze private e per il quotidiano torinese «La Gazzetta del Popolo» mostrano la cieca fiducia di Giuliani nel Duce e nella guerra coloniale, unita alla volontà di martirio in nome della religione e della patria. Giuliani resiste così alle dure condizioni della vita di campo e alle umiliazioni imposte da ufficiali militari che non vedevano di buon occhio la fede cattolica.
Morì nella battaglia di Passo Uarieu, ricevendo postuma la medaglia d'oro al valor militare. Sconfitte le truppe etiopi nella prima battaglia del Tembien, i suoi resti furono inumati al cimitero militare di Passo Uarieu. Dal 31 ottobre 1956 è sepolto nella chiesa di San Domenico a Torino.

Tomba di padre Reginaldo Giuliani nel cimitero di guerra italiano di Passo Uarieu

## Memoria
Il mito di Reginaldo Giuliani si sviluppa nel decennio tra la guerra d'Etiopia e la fine della Repubblica Sociale Italiana, arrivando alla sua piena istituzionalizzazione all'interno della propaganda del regime fascista.
La notizia della morte, recata a Torino per telegramma il 31 gennaio, provoca un florilegio di commemorazioni del religioso sulla stampa d'informazione, spesso ritoccate (La Stampa parla della sua partecipazione alla marcia su Roma, La Gazzetta del Popolo di quella al Natale di sangue fiumano - entrambe non veritiere). Decine di lettere e telegrammi arrivano al convento di San Domenico, e i predicatori domenicani si dedicano tramite la pubblicistica e l'oratoria alla glorificazione del ricordo del confratello caduto, presentato come mirabile sintesi di virtù religiose e militari.
Il regime fascista procede presto ad includere padre Giuliani nella sua propaganda, non tanto come martire cristiano quanto come «perfetto milite fascista, obbediente, spartano, fideisticamente convinto della bontà e del successo della causa nazionale», nelle parole di Cavagnini, come si può notare anche dalla romanzata motivazione della medaglia d'oro, volta a fascistizzare la morte del frate.
Padre Giuliani entra così «di diritto nel pantheon dei caduti della rivoluzione fascista», come scrive Angelo Del Boca, ottenendo immediata notorietà su scala nazionale, e la dedica a suo nome di innumerevoli strade, piazze, scuole, lapidi e biografie. 
Il palazzo de «La Gazzetta del Popolo» a Torino ospitò per tre settimane (agosto-settembre 1936) la mostra dei cimeli di Giuliani, raccogliendo pubblicazioni, autografi e fotografie, ma anche effetti personali e reliquie (il portafoglio, una manciata di terra presa sul luogo della morte e soprattutto la scimitarra che avrebbe abbattuto il domenicano, ancora sporca del
suo sangue). Il successo dell'iniziativa indusse i confratelli domenicani a trasformare l'esposizione in un piccolo museo permanente, con sede nella chiesa di Santa Maria delle Rose, eretta al principio degli anni trenta in corso Stupinigi (l’attuale corso Unione Sovietica) per volontà dello stesso Giuliani.
La notorietà della figura di Giuliani spinse vari editori a dedicargli libri e pubblicazioni (nel solo 1936: Fede ed eroismo di Olga Ginesi, Eroe crociato di Lorenzo Tealdy, Padre Giuliani, ardito di Carlo Gennero, Il cappellano degli arditi e delle camicie nere di Arrigo Pozzi). L'opera teatrale Il cappellano delle fiamme nere di Carlo Trabucco venne rappresentata nelle parrocchie e nei dopolavoro fascisti. Nel 1937 fu pubblicato a Torino, postumo, il libro di memorie Croce e spada che raccoglie lettere ed articoli giornalistici scritti durante la guerra in Etiopia.
La figura del sacerdote-soldato divenne presto uno dei numi tutelari delle nuove imprese belliche dell'impero fascista (guerra di Spagna, occupazione dell’Albania, lotta permanente contro i partigiani etiopici). Mussolini ricevette a Roma padre Martin Gillet, maestro generale dei predicatori, parlandogli «amorevolmente» dell’«eroica fine del grande cappellano»; a Firenze, i domenicani accolsero in piazza San Marco i militari di rientro dall'Etiopia con un grande ritratto di padre Giuliani con la scritta «Nel nome di Cristo e di Roma, perenne eroe crociato». 
Giuliani viene citato nel canto dei legionari: «Sui morti che lasciammo a Passo Uarieu la croce di Giuliani sfolgorò».
Nel 1938 Giuliani viene inserito nella prestigiosa Enciclopedia Italiana, che ne fece uno squadrista della prima ora, mentre nel dicembre 1939 la Regia Marina vara a Taranto un sommergibile con il suo nome, classe Liuzzi. Un affresco opera di Armando Bandinelli venne esposto nel salone d'onore della 21ª Mostra Internazionale di Venezia, mentre a Firenze la pittrice Amelia Mecherini espose un ciclo pittorico di dodici tele dedicate a La Vita eroica del padre Giuliani.
Nel 1941 a Monfalcone venne varata la motonave Reginaldo Giuliani del Lloyd Triestino. La rievocazione di Giuliani scemò nell'anno successivo, con la perdita dell'Africa Orientale Italiana. Ultimo fu il film di Roberto Rossellini L'uomo dalla croce del giugno 1943, liberamente ispirato alla vita di Giuliani (ma ambientato sul fronte ucraino).
Il mito di Giuliani fu rivitalizzato durante la Repubblica Sociale Italiana, grazie al settimanale «Crociata Italica», diretto da don Tullio Calcagno, stampato nella Cremona di Roberto Farinacci a partire dal gennaio 1944, e «paladino di una concezione integralista del cristianesimo coniugata ad un irriducibile dogmatismo fascista».
Nel dopoguerra, il mito di padre Giuliani sarà drasticamente ridimensionato. Malgrado una pressoché totale assenza nel primo decennio di democrazia, tranne una clamorosa reintitolazione nel 1948 di una strada già dedicatogli nel 1936 a Bolzano, chiamata via Tschiderer dopo la liberazione dal nazifaschismo, rinascerà brevemente nel periodo 1956-1968, per conoscere quindi una nuova crisi e una più sfumata ripresa a partire dagli anni ottanta, con una più marcata accentuazione dei tratti apostolici rispetto a quelli politici.
Un primo tentativo di riabilitazione di Giuliani si ebbe già nel 1946, con un pamphlet di padre Robotti intitolato Fu p. Giuliani fascista?, in cui si nega l'adesione di Giuliani al fascismo, sostenendo come questi «vedeva soprattutto nel fascismo un movimento patriottico tendente a valorizzare e a far più grande l’Italia». In ogni caso, la memoria di Giuliani fu presto rimossa (anche se non sistematicamente) dalla toponomastica, a partire da Torino.
Il clima della guerra fredda - con la riorganizzazione dell'area neofascista e la minaccia sovietica - si avverò più propizio alla ripresa della figura di Giuliani, in particolare in coincidenza con il ventennale della morte (e della proclamazione dell'Impero), ricorrendo alla «glorificazione della sua memoria e della sua fine per ricordare la guerra delle camicie nere», divenuta «indicibile». Il Secolo d’Italia, quotidiano del Movimento Sociale Italiano gli dedicò la terza pagina, mentre alla chiesa di San Domenico venne celebrata la prima messa di suffragio dalla fine della guerra. Anche i resti del religioso, riesumati dalla chiesa di Adi-Cajeh che aveva contribuito a fondare, vennero tumulati solennemente il 31 ottobre 1956 nel tempio di San Domenico, alla presenza del generale Diamanti. La tomba divenne presto luogo di ritrovo di reduci della grande guerra, della guerra d'Etiopia o di Spagna, o della seconda guerra mondiale, calorosamente accolti dai religiosi domenicani.
Il culto dell'eroe del Tembien trovò una nuova fase d'arresto con la contestazione studentesca e sindacale. Nel gennaio 1971 il generale Diamanti (il console generale Diamanti che aveva partecipato alla battaglia di Passo Uarieu era morto nel 1945 e non aveva scontato 15 anni di prigione)- scontati quindici anni di prigione al termine della guerra - si trovò a ricordare il vecchio cappellano in una sala sotterranea di trattoria, anziché a San Domenico, lamentando le difficoltà e la recente visita dell'imperatore d'Etiopia a Torino.
Dopo il sonno degli anni settanta, il cinquantesimo della morte di padre Giuliani nel 1986 si avverò occasione propizia per la rievocazione della sua memoria. I domenicani celebrarono una nuova funzione di suffragio in sua memoria, incentrata stavolta sulla carità e lo zelo pastorale del confratello caduto, per prevenire eventuali accuse di clerico-fascismo. Anche nell'ordinariato militare, prende corpo una tormentata ed incerta presa di distanza dal mito fascista, reinterpretando la convinta adesione di Giuliani al regime secondo il prisma dell'ingenuità, tacendo la sua dimensione politica per concentrarsi su quella religiosa - compito arduo, visto il profilo del personaggio.
La memoria di padre Giuliani resta oggi ignota al di fuori della ristretta cerchia di confratelli, nostalgici fascisti e studiosi. Il suo ricordo nella toponomastica (molte città gli hanno intitolato vie, anche in anni recenti) e a Dolo, provincia di Venezia che vede una scuola media statale a lui intitolata, non prende corpo in rituali concreti. I vecchi cliché nazional-coloniali permangono fino ai giorni nostri, e i tentativi di riattualizzazione non si accompagnano ad una seria valutazione critica del personaggio alla luce degli studi storiografici.